# Francouzská ragbyová reprezentace

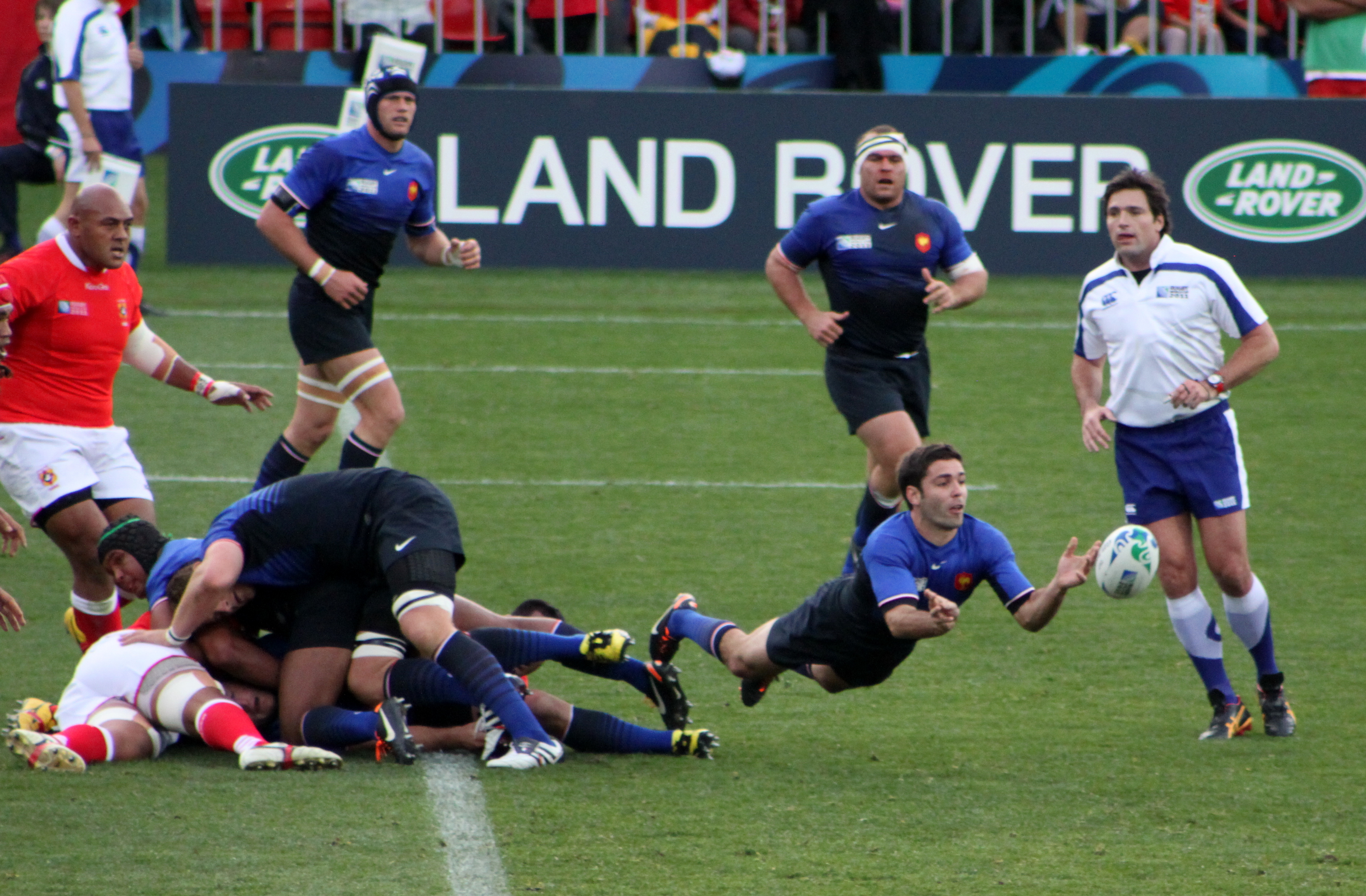
Francouzská reprezentace v roce 2011

Francouzská ragbyová reprezentace (vzhledem k barvám dresů často označovaná jako les tricolores či les bleus) reprezentuje Francii na turnajích v rugby union. Každý rok se účastní Poháru šesti národů, který v průběhu historie vyhrála celkem 17krát, naposledy v roce 2010. Francie je též pravidelným účastníkem mistrovství světa v ragby, které se koná každé čtyři roky. K 11. listopadu 2019 se francouzská reprezentace nacházela na 7. místě žebříčku Mezinárodní ragbyové federace.
Ragby bylo ve Francii poprvé předvedeno Brity v roce 1872. První zápas sehrála francouzská reprezentace v Paříži proti Novému Zélandu v roce 1906, prohrála jej 8:38. Národní tým se poté příležitostně utkával s reprezentacemi zemí britských ostrovů, v roce 1910 se připojil k Poháru domácích národů, který byl přejmenován na Pohár pěti národů (nyní Pohár šesti národů). Francie se na začátku 20. století třikrát zúčastnila turnajů v ragby na olympijských hrách, z nichž jeden vyhrála. Kvalita francouzské reprezentace se postupně zvedala a v roce 1959 poprvé samostatně vyhrála Pohár pěti národů, roku 1968 získala svůj první grand slam. Od prvního mistrovství světa v roce 1987 je pravidelným účastníkem světových šampionátů, největším úspěchem jsou tři druhá místa. Samotná Francie hostila mistrovství světa v roce 2007.
Nejčastějším místem domácích zápasů je Stade de France na pařížském předměstí Saint-Denis.
Řídící orgán, Francouzská ragbyová federace, byla založena v roce 1919. Šest bývalých francouzských ragbistů bylo uvedeno do International Rugby Hall of Fame, šest bývalých hráčů do IRB Hall of Fame.

## Letní olympijské hry
| Rok  | Dějiště  | Umístění         |
| ---- | -------- | ---------------- |
| 1900 | Paříž    | Zlatá medaile    |
| 1920 | Antverpy | Stříbrná medaile |
| 1924 | Paříž    | Stříbrná medaile |

## Mistrovství světa
| Rok  | Dějiště finálového zápasu | Umístění                              |
| ---- | ------------------------- | ------------------------------------- |
| 1987 | Nový Zéland               | Stříbrná medaile                      |
| 1991 | Anglie                    | čtvrtfinále (prohra s Anglii)         |
| 1995 | Jižní Afrika              | Bronzová medaile                      |
| 1999 | Wales                     | Stříbrná medaile                      |
| 2003 | Austrálie                 | 4. místo                              |
| 2007 | Francie                   | 4. místo                              |
| 2011 | Nový Zéland               | Stříbrná medaile                      |
| 2015 | Anglie                    | čtvrtfinále (prohra s Novým Zélandem) |
| 2019 | Japonsko                  | čtvrtfinále (prohra s Welsem)         |
| 2023 | Francie                   | čtvrtfinále (prohra s Jižní Afrikou)  |